# سالخوردگی
پیر شدن یا پیرش (به انگلیسی: aging)، فرایند مسن‌تر شدن می‌باشد. در مفهوم کوچک این واژه به پیری بیولوژیکی انسان‌ها، جانوران و دیگر جانداران اشاره دارد. در مفهوم گسترده‌تر، سالمندی می‌تواند به سلول‌های منفرد در بدن یک جاندار (پیری سلولی) یا به جمعیت یک گونه گفته شود. (پیری جمعیت).
در انسان‌ها، سالمندی تجمع تغییرات در یک انسان در طول زمان را نشان می‌دهد که شامل تغییرات فیزیکی، روانشناختی و اجتماعی می‌باشد. برای مثال ممکن است زمان واکنش با افزایش سن کاهش یابد در حالی که ممکن است دانش حوادث جهان و خرد افزایش یابد. سالمندی در میان بزرگ‌ترین عوامل خطر شناخته شده برای بیشتر بیماری‌های بشر قرار دارد. از تقریباً ۵۶ میلیون مرگی که هرساله در جهان اتفاق می‌افتد، دو سوم آن ناشی از دلائل مرتبط با سن می‌باشد.
دلایل سالمندی ناشناخته هستند. تئوری‌های اخیر یا به مفهوم آسیب اختصاص داده شده‌اند، با توجه به اینکه تجمع آسیب‌های بیرونی القا شده (مانند جهش‌های نقطه‌ای DNA) شاید منجر به نقص سیستم‌های زیستی گردند، یا به مفهوم پیری برنامه‌ریزی شده که می‌گوید فرایندهای درونی (مانند کوتاهی تلومر DNA) باعث پیری می‌شوند.
کشف سال ۱۹۳۴ که نشان می‌داد محدودیت دریافت کالری می‌تواند طول عمر خرگوش‌ها را دو برابر بیشتر کند و وجود گونه‌هایی با طول عمر قابل توجه و گونه‌های بالقوه فناناپذیر مانند هیدر، باعث برانگیختن تحقیقات در زمینه به تعویق انداختن و پیشگیری از سالمندی و بنابراین بیماری‌های مرتبط با سن شده‌است.

## پیری در برابر نامیرایی
اعضای بسیاری از گونه‌ها لزوماً پیری و مرگ را تجربه می‌کنند. در عوض، بعضی گونه‌ها می‌توانند نامیرا در نظر گرفته شوند. برای مثال باکتری‌ها برای تولید سلول‌های دختر تقسیم می‌شوند. گیاهان توت فرنگی شاخه‌های رونده را برای ایجاد کلونی‌هایی از خودشان توسعه می‌دهند و موجودات گونه هیدر دارای توانایی بازتولیدی هستند که به آن‌ها اجازه می‌دهد از پیر شدن و مرگ دوری کنند.
حتی در بین انسان‌ها و دیگر گونه‌های فانی، سلول‌های قابل ملاحظه‌ای با توانایی فناناپذیری وجود دارد: سلول‌های سرطانی که توانایی مردن را از دست داده‌اند، مانند خط سلولی HELA(Henrietta lacks) خانم هلا که به خاطر سرطان سرویکس در چهارم اکتبر سال ۱۹۵۱ مرد)، سلول‌های بنیادی و سلول‌های ویژه نطفه (که سلول‌های تخمک و اسپرم را تولید می‌کنند). در شبیه‌سازی مصنوعی، سلول‌های افراد بالغ می‌توانند به شرایط رویانی برگردانده شده و بنابرین می‌توانند برای ایجاد بافت یا جاندار جدید بدون پیر شدن استفاده شوند. با این حال سلول‌های طبیعی انسان تقریباً پس از ۵۰ بار تقسیم سلولی در محیط کشت آزمایشگاه می‌میرند (که این رقم حد هایفیلیک(Hayflic) نامیده می‌شود که در سال ۱۹۶۱ توسط لئونارد هایفیلیک کشف شد)
بعد از یک دوره تجدید کامل (در انسان‌ها بین ۲۰ و ۳۵ سالگی)، پیری از طریق کاهش توانایی پاسخ به استرس، افزایش ناهماهنگی هومستاتیک و افزایش خطر بیماری مشخص می‌گردد. این مجموعه تغییرات برگشت‌ناپذیر اخیر، به‌ناچار به وسیله مرگ پایان می‌پذیرد.

## تأثیرات پیری

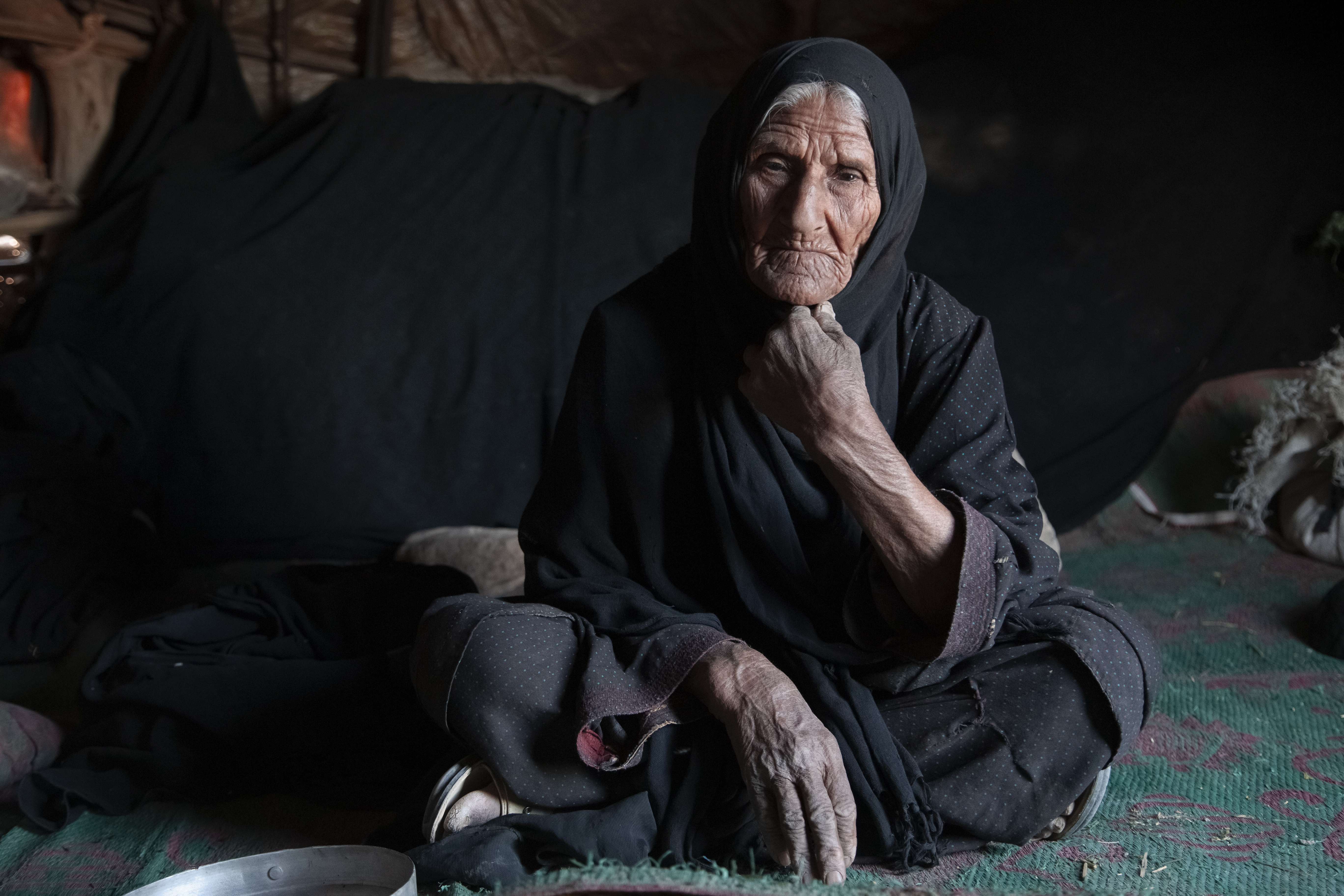
یک پیر زن بلوچ در کپر

شماری از نشانه‌های ویژه پیری به وسیله اکثریت یا بخش قابل توجهی از انسان‌ها در طول دوره زندگی آن‌ها تجربه می‌شود.
- نوجوانان توانایی کودکان برای شنیدن صداهای فرکانس بالای بالاتر از ۲۰ کیلوهرتز را از دست می‌دهند.
- یک کاهش مداوم در چندین فرایند شناختی بعد از اوج عملکرد در ۲۵ سالگی اتفاق می‌افتد.
- در سن ۳۰ سالگی، چین و چروک عمدتاً به علت مواجهه با نور UV توسعه می‌یابد بخصوص در نواحی تحت تأثیر نور خورشید (صورت و دست‌ها) در افراد بور.
- در حدود ۳۵ سالگی، باروری زنان سریعاً کاهش می‌یابد.
- در حدود ۴۵ سالگی، عموماً پیرچشمی نمایان می‌شود.
- در حدود ۵۰ سالگی، رنگ موها در افراد گونه کاکسوید خاکستری رنگ می‌شود. بسیاری از مردان تحت تأثیر طاسی قرار می‌گیرند و زنان وارد یائسگی می‌شوند.
- در گروه سنی ۳۰ تا ۶۴ سالگی، آرتروز تا ۵۳ درصد افزایش می‌یابد. با این حال تنها ۲۰ درصد از این گروه سنی آرتروز ناتوان‌کننده را گزارش می‌کنند.
- در محدوده سنی ۷۰ تا ۷۹ سال، نقص شنوایی جزئی مؤثر بر ارتباط تا ۶۵ درصد عمدتاً در میان مردان کم درآمد افزایش می‌یابد.
- بعد از سن ۸۵ سالگی، درک تشنگی کاهش می‌یابد به این خاطر ۴۱ درصد از سالمندان مایعات کافی نمی‌نوشند. کهولت(Frailty) که به عنوان کاهش توده عضلانی و تحرک تعریف شده‌است، ۲۵ درصد افراد بالاتر از ۸۵ سالگی را تحت تأثیر قرار می‌دهد.

به علاوه پیری در میان بزرگ‌ترین عوامل خطر شناخته شده برای بسیاری از بیماری‌های بشر قرار دارد. به خصوص، سن یک عامل خطر اصلی برای رایچ‌ترین بیماری‌های نرودیجنراتیو می‌باشد. با افزایش سن، دمانس بیشتر می‌شود. در حدود ۳ درصد از افراد ۶۵ تا ۷۴ ساله، ۱۹ درصد از افراد ۷۵ تا ۸۴ ساله و تقریباً ۵۰ درصد از افراد بالاتر از ۸۵ سال دمانس دارند. این بیماری‌ها شامل اختلال شناختی خفیف، بیماری آلزایمر، بیماری مغزی، بیماری پارکینسون و بیماری لوکریگز(Lou Gehrig's) می‌باشد. تحقیقات، به خصوص بر روی حافظه و سالمندی تمرکز کرده‌اند و کاهشهایی را در انواع مختلف حافظه با افزایش سن نشان داده‌اند اما نه در حافظه معنایی یا دانش عمومی مانند تعاریف لغات، که عموماً در بزرگسالی پایانی یا افزایش می‌یابد یا ثابت می‌ماند. مطالعات اولیه در مورد تغییرات شناخت با افزایش سن، عموماً کاهش‌هایی را در هوش سالمندان نشان می‌دهند اما این مطالعات مقطعی بوده‌اند نه طولی؛ بنابراین نتایج آن‌ها ممکن است اثر مصنوعی گروهی باشد تا اینکه مثال صحیحی از کاهش باشد. با این حال، مطالعات طولی می‌توانند به علت تجربه آزمون قبلی مخدوش گردند. ممکن است هوش با افزایش سن کاهش یابد، اگرچه میزان این کاهش ممکن است بسته به نوع فرق کند، و در واقع ممکن است در سرتاسر طول عمر ثابت باقی بماند و تنها زمانی که افراد پیر می‌شوند، به‌طور ناگهانی در اواخر زندگیشان افت کند. تفاوت افراد در میزان افت شناخت نیز ممکن است به لحاظ طول عمر متفاوت افراد قابل توضیح باشد. تغییراتی در مغز وجود دارد: اگرچه از دست دادن نرون بعد از ۲۰ سالگی جزئی هست، یک کاهش ۱۰ درصدی به ازای هر دهه عمر در طول کلی آکسون‌های میلین دار مغز وجود دارد. افزایش سن، مثلاً به علت افت شنوایی و اختلال بینایی، می‌تواند منجر به موانع ارتباطی گردد. اختلالات حسی شامل نقص‌های بینایی و شنوایی می‌باشد. تغییرات در شناخت، شنوایی، و بینایی، با سالمندی سالم مرتبط می‌باشد و می‌تواند به علت شباهت با دمانس و زبان پریشی باعث مشکلات تشخیصی گردند. مشکلات معمول که می‌توانند خطر افت شنوایی را در افراد سالمند افزایش دهند شامل فشار خون بالا، دیابت، یا استفاده از برخی داروهایی که برای گوش زیان‌آور می‌باشند. وسایل کمک شنیداری عموماً مربوط به دستگاه‌های تقویت شخصی می‌شوند که عموماً می‌توانند شنوایی را تا حدود ۵۰ درصد بهبود بخشند. در اختلال شنوایی، ارتباط غیر کلامی کاهش یافته‌است که می‌تواند منجر به انزوا و امکان افسردگی منجر شود. تخریب ماکولا دلیل معمول افت شنوایی در سالمندان می‌باشد. این تخریب، به وسیله تغییرات سیستمیک در گردش فراورده‌های دفعی و رشد مویرگ‌های غیرطبیعی در اطراف رتینای چشم باعث می‌شود گیرنده‌های نوری تصاویر درستی دریافت نکنند. می‌توان بین پیری پروگزیمال (تأثیرات مبتنی بر سن که ناشی از عوامل در گذشته نزدیک می‌باشند) و پیری دیستال (تفاوت‌های سنی که می‌تواند در علت اولیه عمر فرد مانند پولیومیلیت دوران کودکی ردیابی شود) تمایز قائل شد. از حدود ۱۵۰۰۰۰ مرگی که در هر روز در جهان اتفاق می‌افتند، تقریباً دو سوم آن(۱۰۰۰۰۰ مرگ) ناشی از دلایل مرتبط با سن می‌باشند. در جوامع صنعتی، این نسبت بالاتر است و به ۹۰ درصد می‌رسد.

## علل زیست‌شناسی پیری
امروزه علت بیولوژیکی پیری، حتی در جانداران نسبتاً ساده و آن‌هایی که عمر کوتاه دارند ناشناخته است. هنوز کمتر در خصوص پیری پستانداران، تا حدودی به علت عمر طولانی‌تر حتی پستانداران کوچکی مانند موش (تقریباً ۳ سال)، شناخت حاصل شده‌است. یک مدل جاندار ابتدایی برای مطالعه پیری، نماتود سینورابدیتیس الگانس، به علت طول عمر کوتاه ۲ تا ۳ هفته‌ای، سادگی انجام اصلاح ژنتیکی یا توقف فعالیت ژنی با تداخل RNA و دیگر عوامل می‌باشد. بیشتر جهش‌های شناخته شده و تداخل RNA نشان می‌دهند که افزایش طول عمر در ابتدا در نماتودهای سینورابدیتیس الگانس شناخته شد.
فاکتورهایی که گمان می‌رود پیری بیولوژیکی را تحت تأثیر قرار دهند به دو بخش عمده تقسیم می‌شوند، برنامه‌ریزی شده و مرتبط با آسیب. فاکتورهای برنامه‌ریزی شده از یک جدول زمانی تبعیت می‌کنند، شاید زنجیره‌ای از یک برنامه که رشد و تکامل کودکی را تنظیم می‌کند. این تنظیم می‌تواند وابسته به تغییرات در بیان ژن باشد که بر سیستم‌های مسئول پاسخ‌های حفظ و نگهداری، تعمیر و دفاع، تأثیر می‌گذارند. عوامل وابسته به آسیب، شامل حملات محیطی به جاندار زنده می‌باشند که آسیب تجمعی را در سطوح متغیر القا می‌کنند.
چهار مسیر اصلی وجود دارد که می‌توانند بر میزان پیری اثر بگذارند:
محدودیت کالری، احتمالاً بر مسیر سروتونین اثر می‌گذارد
مسیر FOXO3/ سروتونین
هورمون رشد/ مسیر سیگنالینگ فاکتور رشد شبه انسولین۱
سطوح فعالیت زنجیره انتقال الکترون در میتوکندری و کلروپلاست (در گیاهان).
احتمالاً اکثر این فاکتورها به‌طور جداگانه بر پروسه پیری اثر می‌گذارند، به علت هدف قرار دادن آن‌ها به‌طور جداگانه، منجر به افزایش اضافی طول عمر می‌شود.

## عوامل برنامه‌ریزی شده
میزان پیری به‌طور قابل توجهی در میان گونه‌های مختلف فرق می‌کند و این تا اندازه زیاد، بر اساس ژنتیک می‌باشد. برای مثال گیاهان پایا می‌توانند کلونی‌هایی از خودشان را به وسیله تولید مثل رویشی تولید کنند بنابرین به‌طور بالقوه نامیرا هستند در حالی که گیاهان یکساله هرسال می‌میرند و به وسیله تکثیر جنسی تولید مثل می‌کنند. جدا از جاودانگی کلونال، گونه‌هایی خاصی وجود دارند که طول عمر افرادشان در میان دیگر اشکال زندگی زمینی برجسته است. شامل کاج بریستلیکون (گرچه آقای هایفلیک بیان می‌کند که این درخت هیچ سلول بیش از ۳۰ سال ندارد)، ماهی‌هایی مانند خاویار و صخره ماهی، نرم تنانی مانند صدف (که در انگلستان به صدف دوکفه‌ای معروف است) و خرچنگ و شقایق دریایی. جنبه ژنتیکی همچنین در مطالعات بر روی صد ساله‌ها توضیح داده شده‌است.
در شرایط آزمایشگاهی، محققان ثابت کرده‌اند که تغییرات معین در ژن‌های خاص می‌توانند به‌طور کاملاً قابل ملاحظه‌ای طول عمر را در کرم‌های حلقوی و مخمرها و به مقدار کمتری در مگس‌های سرکه نیز به مقدار کم در موش‌ها، افزایش دهد.

## مطالعات

### عوامل اجتماعی
یک متاآنالیز نشان داده است که تنهایی خطر مرگ و میر را بیشتر از سیگار کشیدن افزایش می‌دهد.

### رژیم غذایی
بر این باورند که رژیم غذایی مدیترانه‌ای خطر بیماری‌های قلبی-عروقی و مرگ زودرس را کاهش می‌دهد. عوامل اصلی کاهش خطر مرگ و میر شامل مصرف بیشتر سبزیجات، ماهی، میوه‌ها، آجیل‌ها و اسیدهای چرب تک غیراشباع است، مثلاً مصرف روغن زیتون.
تا سال 2021، شواهد بالینی کافی وجود ندارد که نشان دهد محدودیت کالری یا هر رژیم غذایی دیگری بر فرآیند پیری تأثیر می‌گذارد.

### تمرینات ورزشی
افرادی که به ورزش‌های متوسط و شدید می‌پردازند، نرخ مرگ و میر کمتری نسبت به افرادی دارند که ورزش نمی‌کنند. بخش زیادی از مزایای ورزش با انجام حدود ۳۵۰۰ معادل متابولیک (MET) در هفته به دست می‌آید. به عنوان مثال، بالا رفتن از پله در عرض ۱۰ دقیقه، جاروبرقی کشیدن خانه به مدت ۱۵ دقیقه، کار در باغ برای ۲۰ دقیقه، دویدن برای ۲۰ دقیقه و همچنین پیاده‌روی یا دوچرخه‌سواری برای ۲۵ دقیقه در روز، در مجموع حدود ۳۰۰۰ MET در هفته به دست می‌آید.
همچنین مشخص شده است که تمرینات ورزشی یک روش موثر برای درمان کاهش عملکرد عصبی-ماهیچه‌ای ناشی از سن است. یک متاآنالیز نشان داده است که تمرینات مقاومتی با نوارهای کشسانی یا وزن‌ها به طور قابل توجهی قدرت گرفتن، سرعت راه رفتن و توده عضلات اسکلتی را در بیمارانی که سارکوپنی دارند، بهبود می‌بخشد. علاوه بر این، تجزیه و تحلیل دیگری نشان داده است که تأثیر مثبت تمرینات مقاومتی بر قدرت، توده عضلانی و هماهنگی حرکتی خطر سقوط در سالمندان را کاهش می‌دهد که یکی از عوامل کلیدی برای زندگی طولانی‌تر و سالم‌تر است. 